# Smashed (película)
Smashed o (Tocando Fondo en Latinoamérica) es una película dramática estadounidense dirigida por James Ponsoldt , escrita por Ponsoldt y Susan Theresa Burke y protagonizada por Mary Elizabeth Winstead y Aaron Paul.  La película se estrenó en el Festival de Cine de Sundance 2012 , el 22 de enero de 2012 y ganó el premio especial del jurado dramático estadounidense . El 5 de febrero, la película fue recogido por Sony Pictures Classics y el 8 de agosto, se estableció una fecha de lanzamiento del 12 de octubre de 2012.

## Argumento
Kate (Mary Elizabeth Winstead) y Charlie (Aaron Paul) son una joven pareja cuyo vínculo se basa en un amor por la música, la diversión y la bebida. Cuando Kate decide dejar de beber alcohol, su nuevo estilo de vida traerá conflictos problemáticos que pondrán en cuestión su relación con Charlie.

## Reparto
- Mary Elizabeth Winstead es Kate Hannah.
- Aaron Paul es Charlie Hannah.
- Octavia Spencer es Jenny.
- Nick Offerman es Dave Davies.
- Megan Mullally es Principal Barnes.
- Mary Kay Place es Rochelle.
- Kyle Gallner es Owen Hannah.
- Bree Turner es Freda.
- Mackenzie Davis es Millie.
- Patti Allison es Rocky.
- Richmond Arquette es Arlo.
- Natalie Dreyfuss es Amber.